# Cantone di Alban
Il Cantone di Alban era una divisione amministrativa dell'arrondissement di Albi.
È stato soppresso a seguito della riforma complessiva dei cantoni del 2014, che è entrata in vigore con le elezioni dipartimentali del 2015.
Comprendeva i comuni di:
- Alban
- Curvalle
- Massals
- Miolles
- Paulinet
- Saint-André
- Teillet